# Cerkiew św. Włodzimierza w Taszkencie
Cerkiew św. Włodzimierza – prawosławna cerkiew w Taszkencie, na terenie cmentarza miejskiego „Dombrabad-2”, w jurysdykcji eparchii taszkenckiej Rosyjskiego Kościoła Prawosławnego. 
Cerkiew zajmuje wzniesiony w 1970 budynek pełniący pierwotnie funkcje świeckiego domu pogrzebowego. W sierpniu 1991 obiekt ten został przekazany Rosyjskiemu Kościołowi Prawosławnemu, zaś miesiąc później metropolita taszkencki i Azji Środkowej Włodzimierz erygował przy nim parafię. Adaptacja budynku na potrzeby prawosławnej liturgii trwała przez kolejne trzy lata. W 1992 w obiekcie umieszczono pięć dzwonów, następnie na budynku wzniesiono cebulastą kopułę. W roku następnym na fasadzie świątyni umieszczono mozaikową ikonę. Gotową cerkiew poświęcił metropolita taszkencki Włodzimierz 18 listopada 1999. We wnętrzu znajduje się jednorzędowy ikonostas.

## Galeria

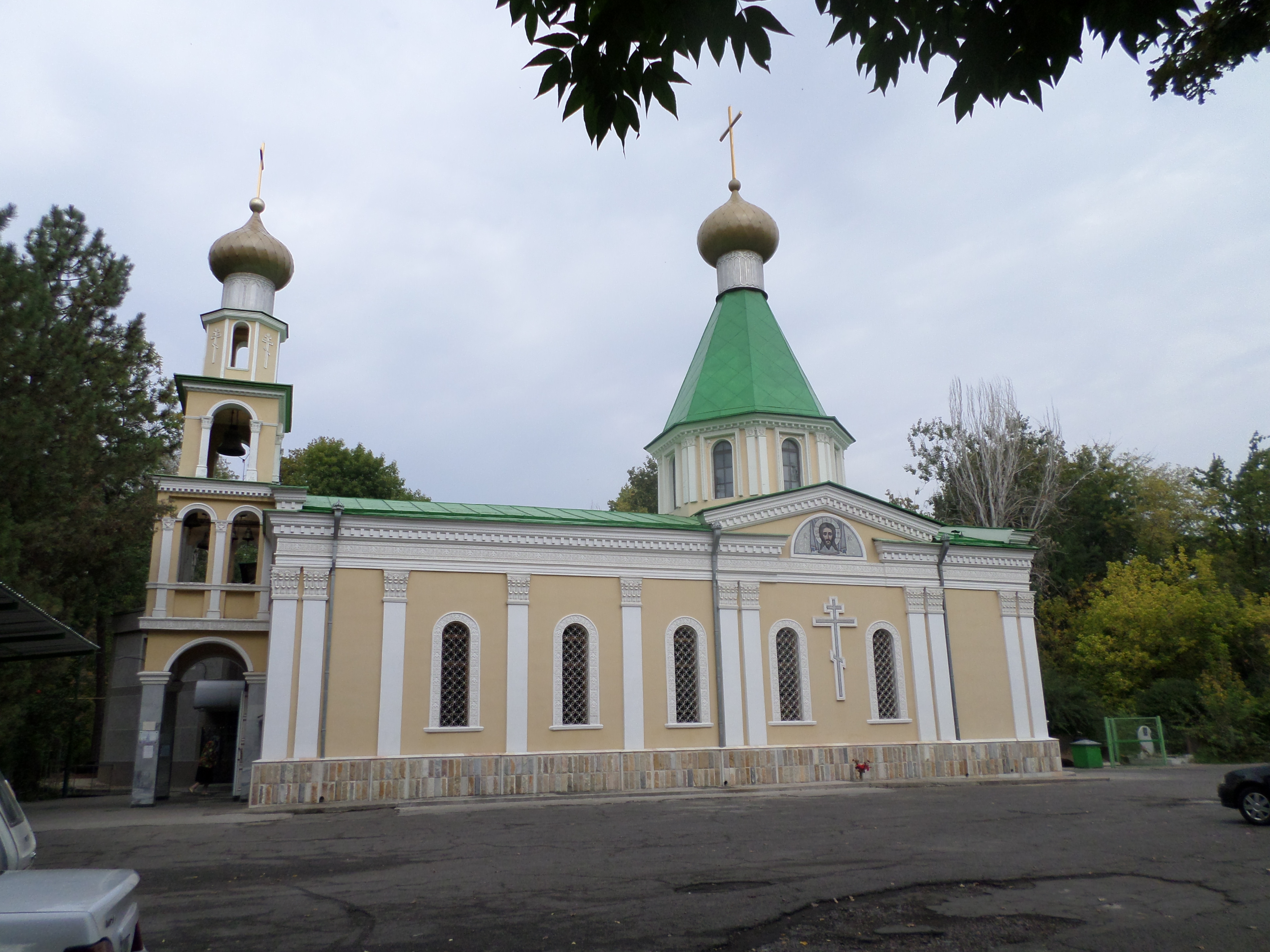
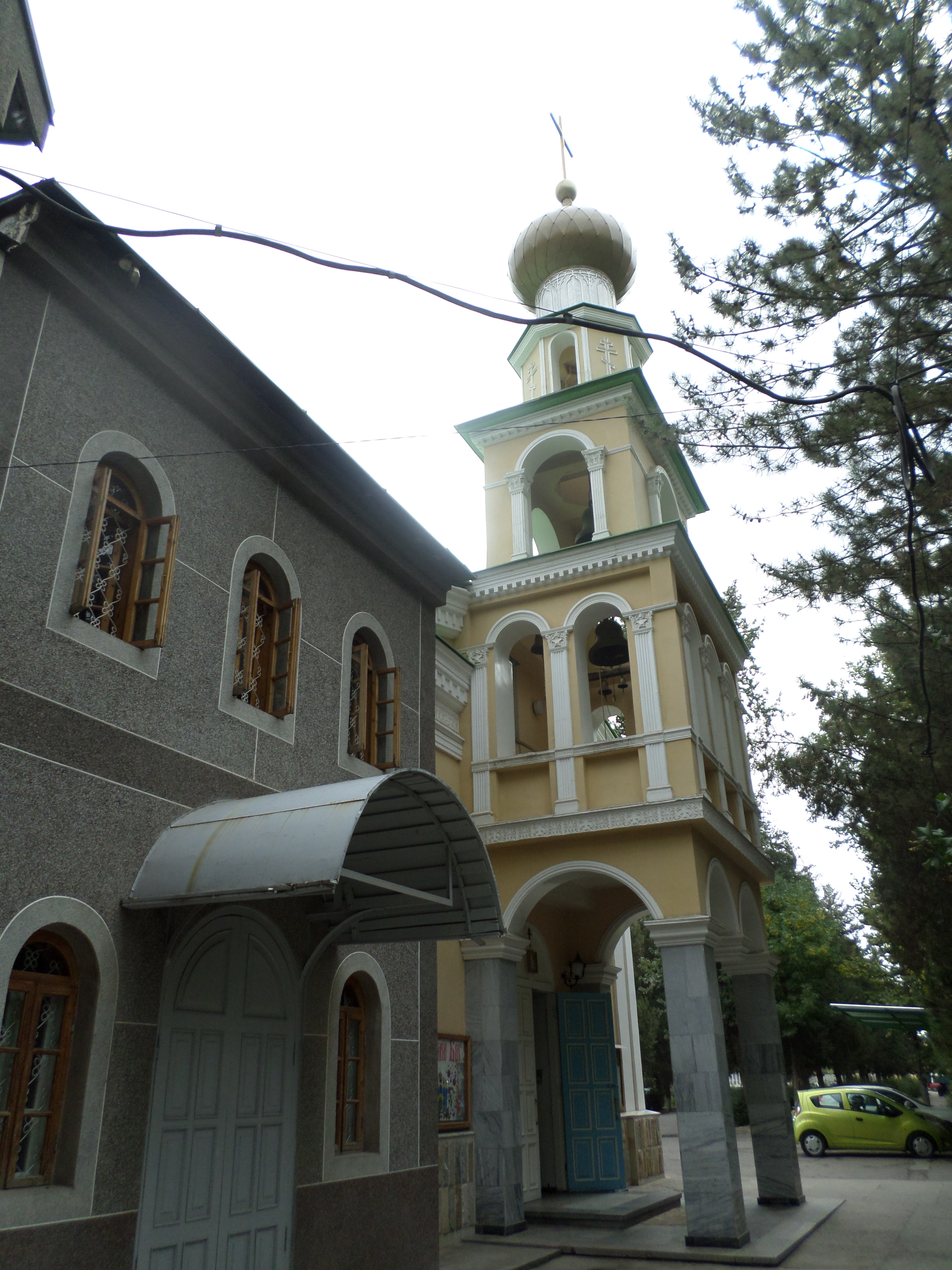
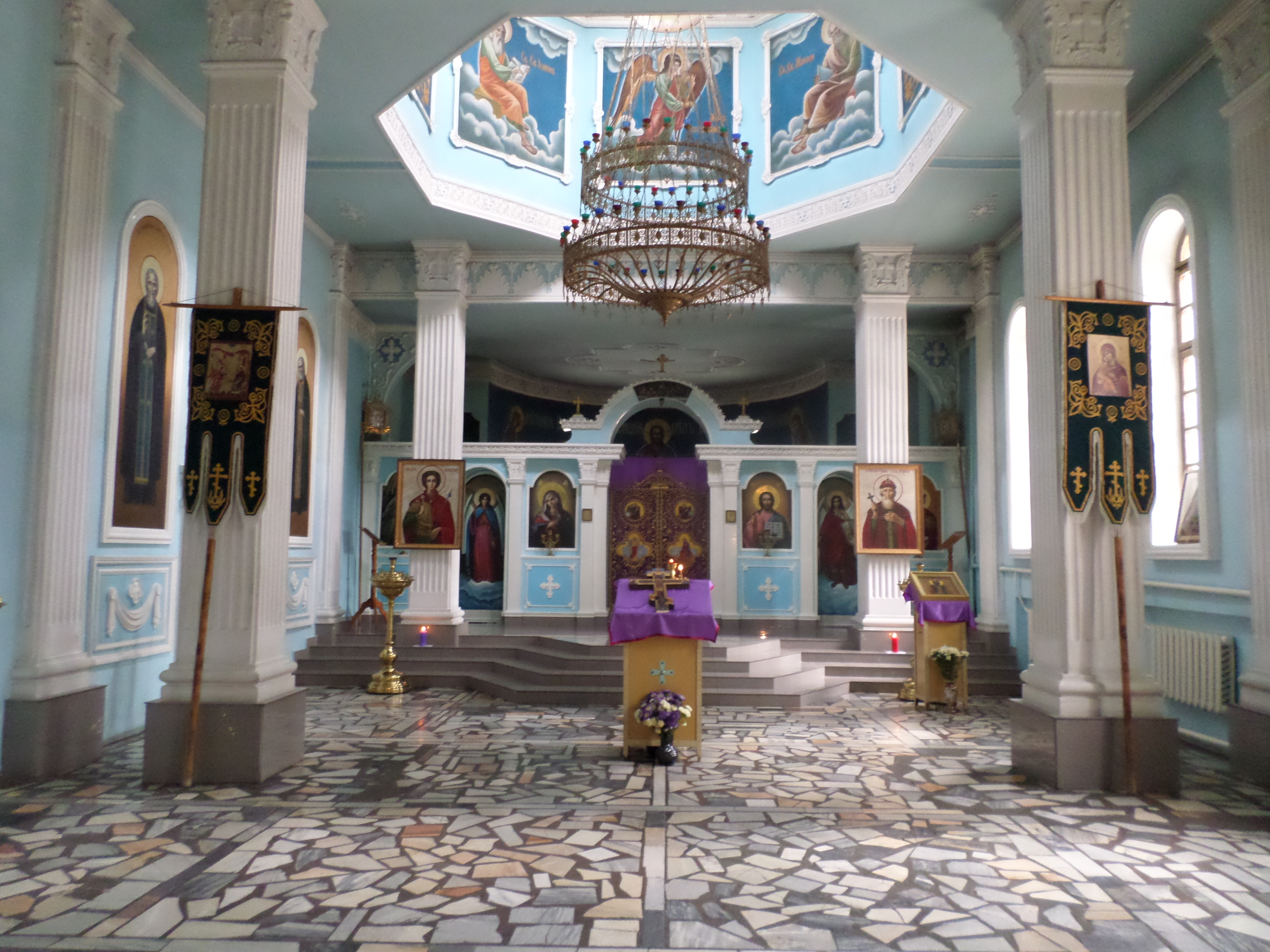
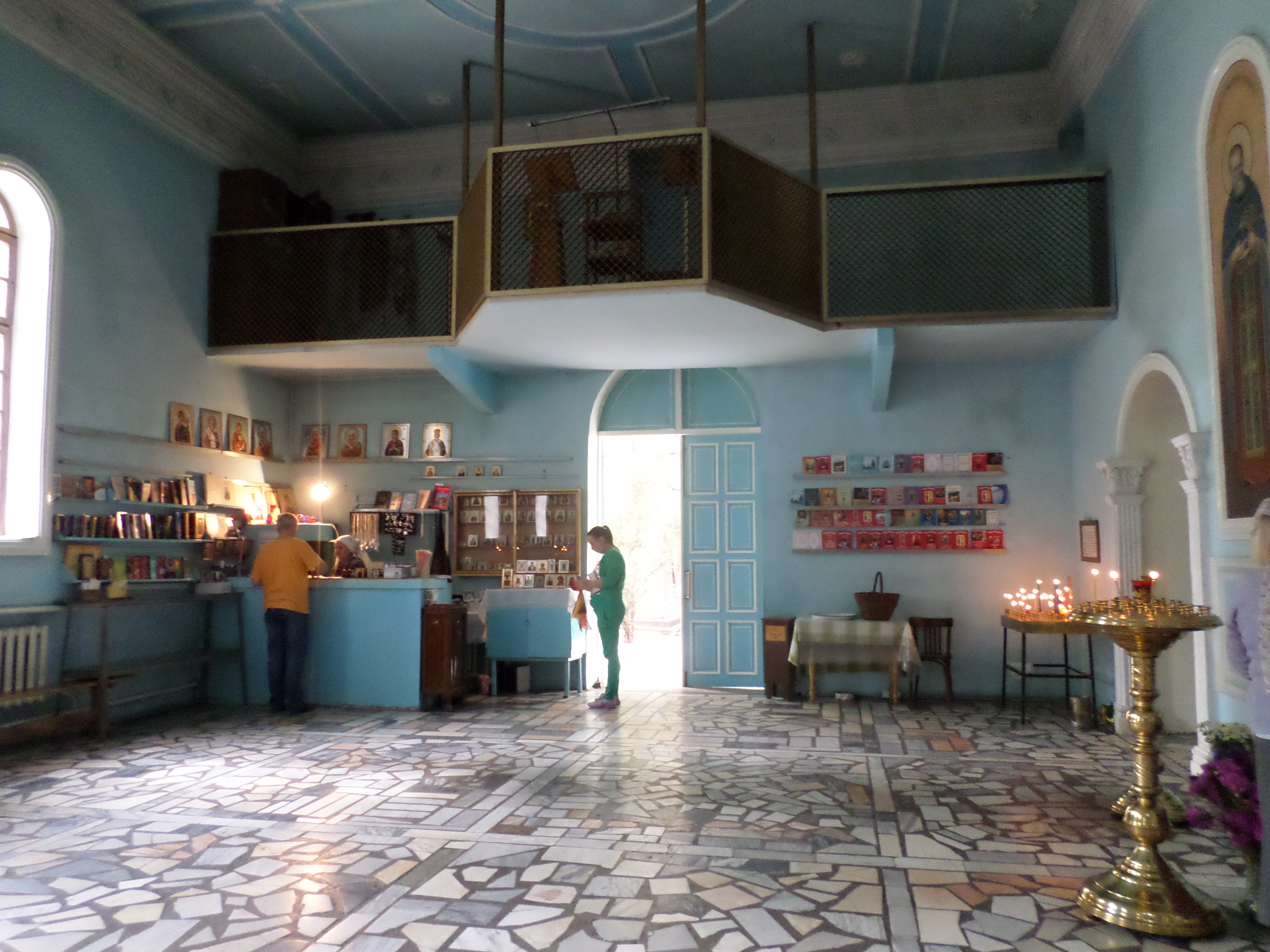